# 周树春

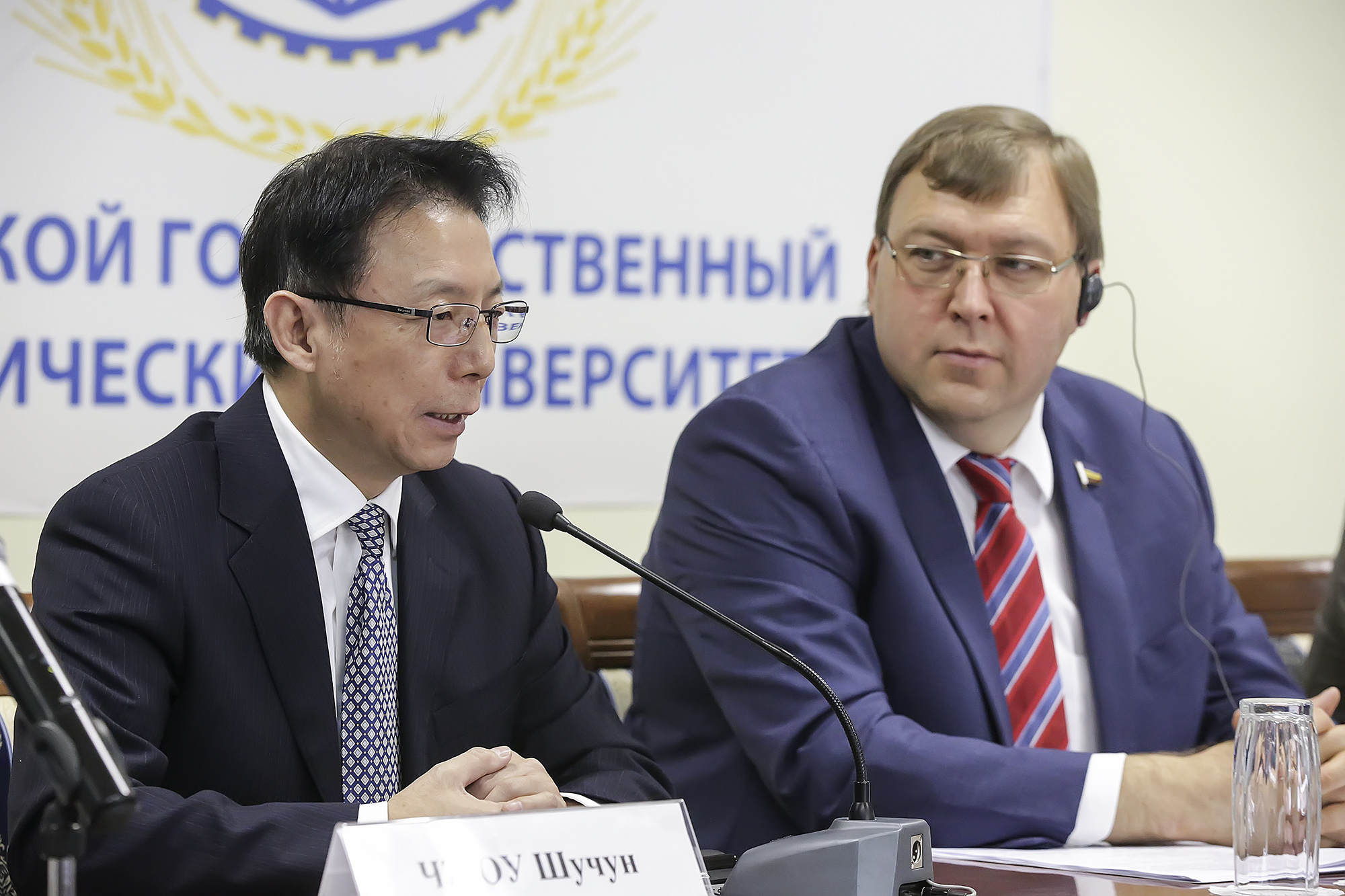
周树春（图左）在顿河畔罗斯托夫出席2017年中俄网络媒体年会

周树春（1958年5月—），男，汉族，湖北武汉人，中华人民共和国新闻工作者，曾任新华社副社长、党组成员，中国日报社社长、总编辑，中华全国新闻工作者协会副主席，第十三届全国政协委员，中共十九大代表。其在香港回归后与胥晓婷、杨国强、徐兴堂以“周婷、杨兴”署名的《别了，“不列颠尼亚”》曾被选入中国内地的中学语文课本。